# 北海道庁 (1886-1947)

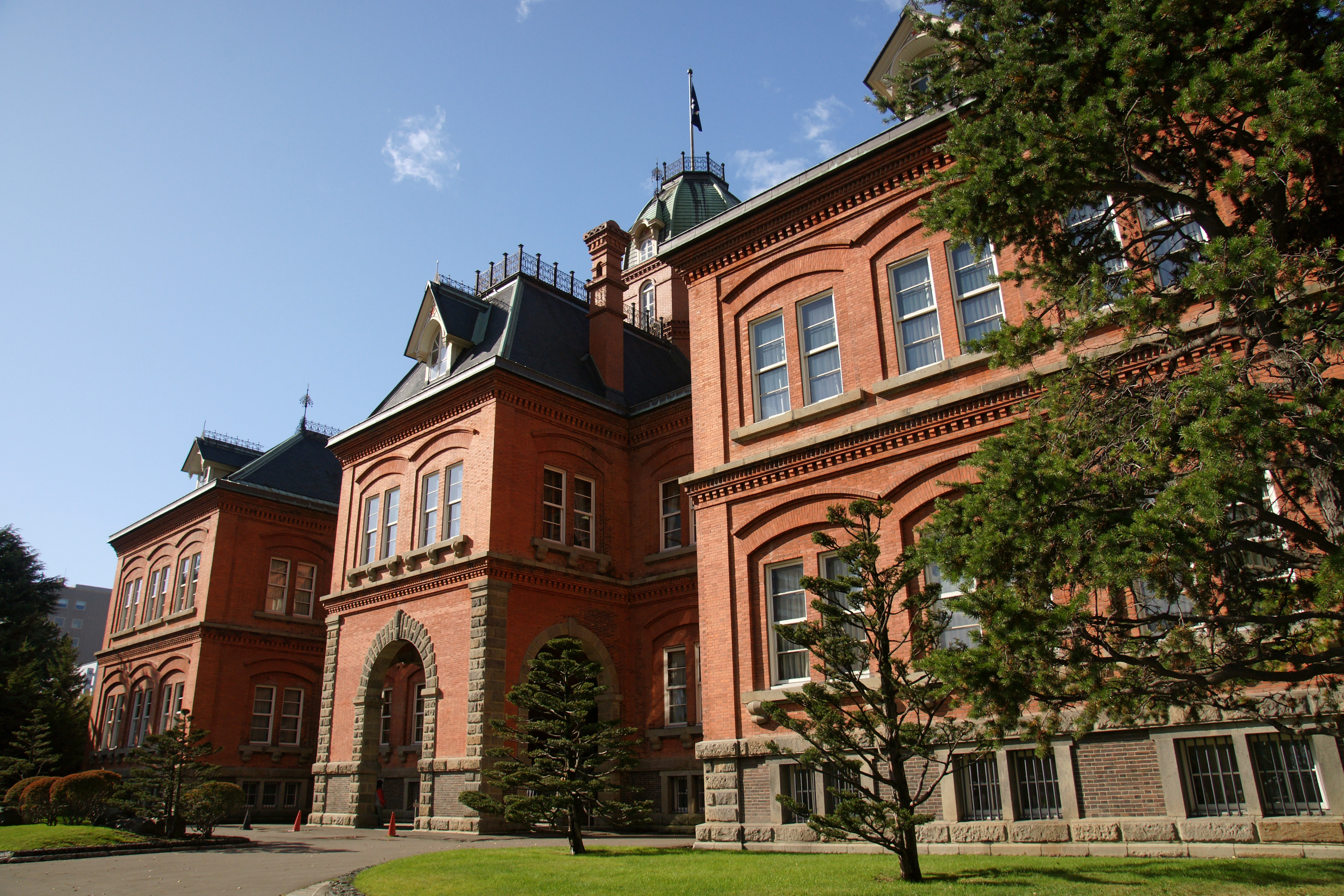
旧本庁舎（赤レンガ）（2009年10月撮影）

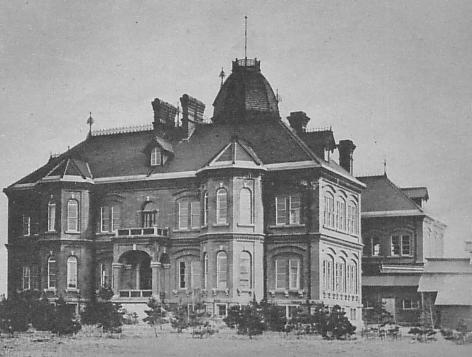
明治期の北海道庁舎

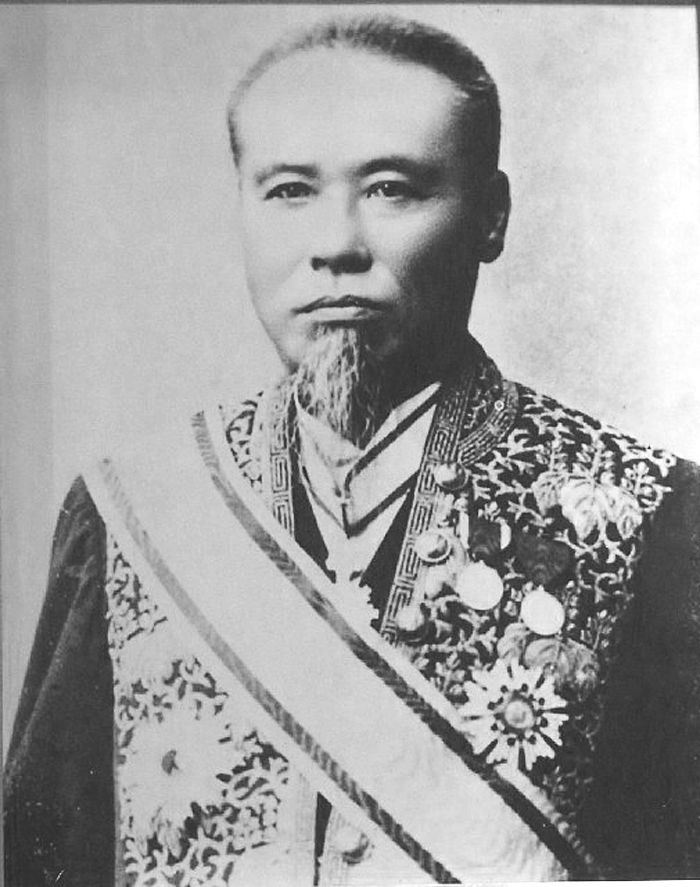
初代長官 岩村通俊

北海道庁（ほっかいどうちょう）は、1886年（明治19年）に設置されて1947年（昭和22年）まで存在した、内務省直轄の行政区画北海道を管轄する地方行政官庁である。

## 概要
北海道庁長官の下に、長官官房、総務部、学務部、経済部、土木部、拓殖部、警察部が置かれ、事務を分掌した。北海道はその成立の歴史的経緯等から他の府県とは法的な位置付けが異なり、北海道地方費法（明治34年法律3号）に基づいて設置された「北海道地方費」を他の府県に準ずる公法人扱いとした。また別途に北海道会法（明治34年法律2号）があり、これに基づいて北海道会（現在の北海道議会に相当する）及び北海道参事会が設けられた。なお、これらの法令においては府県制の規定が準用される部分も多く見られた。

## 歴史
- 1869年（明治2年）
  - 8月15日（7月8日） 開拓使を設置。
  - 9月20日（8月15日） それまで和人地および蝦夷地と呼称されていた地域名を北海道と改め、域内に11箇国86郡を設置。
- 1870年3月14日（明治3年2月13日） 樺太開拓使設置に伴い、開拓使を北海道開拓使と改称。
- 1871年9月21日（明治4年8月7日） 樺太開拓使を統合し、再び開拓使に復す。
- 1882年（明治15年）2月8日 北海道開拓使を廃止し、函館県・札幌県・根室県の3県を置く（廃使置県）。
- 1886年（明治19年）1月26日 3県を廃止し、北海道庁を設置。札幌に本庁が、函館と根室に支庁（後年のものとは別組織）が置かれる（廃県置庁）。
- 1893年（明治26年） 郡司成忠、白瀬矗以下の開拓事業団千島報效義会が、北千島の占守島および幌筵島、捨子古丹島、越渇磨島に越冬部隊を送る。
- 1897年（明治30年）11月2日 支庁設置。同時に郡役所も廃止。
- 1903年（明治36年）12月 紗那支庁を根室支庁に合併。
- 1947年（昭和22年）
  - 4月21日 改正道府県制に基いて実施された第1回統一地方選挙により田中敏文が初の公選長官として就任。
  - 5月3日 地方自治法施行に伴い北海道庁を廃止し、普通地方公共団体として北海道が発足。同時に北海道庁長官は北海道知事と改称。